# Nazarenkî, Țarîceanka
Nazarenkî (în ucraineană Назаренки) este un sat în comuna Leașkivka din raionul Țarîceanka, regiunea Dnipropetrovsk, Ucraina.

## Demografie
Componența lingvistică a localității Nazarenkî
     Ucraineană (100%)
Conform recensământului din 2001, toată populația localității Nazarenkî era vorbitoare de ucraineană (100%).